# Rosa 'Aida'
Rosa 'Aida' — сорт роз, класса Чайно-гибридные розы.

## Биологическое описание
Высота куста 100—130 см. Ширина куста до 75 см.
Бутоны имеют изящную удлиненную форму. Цветки одиночные, чашевидные, крупные, диаметром до 13 см, красно-розовые. Количество лепестков — от 17 до 25 шт. Аромат — сильный, сладкий. Цветение длится с начала летнего сезона до морозной осени с перерывами.

## В культуре
Используется в качестве декоративного садового растения.
Зоны морозостойкости: 6b—9b.

## Болезни и вредители
Имеет высокий иммунитет к болезням.